# Cutie Bunny
Cutie Bunny ~Nana-teki Rock daisakusen ♥ Codename wa C.B.R.~ (jap. Cutie Bunny ～菜奈的ロック大作戦・コードネームはC.B.R.～) – pierwszy minialbum japońskiej piosenkarki Nany Kitade, wydany 12 lipca 2006 roku. Album osiągnął 89 pozycję w rankingu Oricon.

## Lista utworów
| CD (SECL-417) |                                                                |                                             |      |
| Nr            | Tytuł                                                          | Uwaga                                       | Czas |
| 1.            | "Lum no Love Song" (jap. ラムのラブソング Ramu no Rabu Songu)  | piosenka przewodnia Urusei Yatsura          | 3:11 |
| 2.            | "Moonlight Densetsu" (jap. ムーンライト伝説 Mūnraito densetsu) | piosenka przewodnia Czarodziejka z Księżyca | 2:59 |
| 3.            | "Arashi no sugao" (jap. 嵐の素顔)                              | cover Shizuki Kudō                          | 3:26 |
| 4.            | "YOU MAY DREAM"                                                | cover Sheena and the Rockets                | 3:45 |
| 5.            | "Roppongi shinjū" (jap. 六本木心中)                            | coler Ann Lewis                             | 5:17 |
| 6.            | "Bara wa utsukushiku chiru" (jap. 薔薇は美しく散る)            | piosenka przewodnia Róża Wersalu            | 4:43 |